# 4285 Хулковер
4285 Хулковер (4285 Hulkower) — астероїд головного поясу, відкритий 11 липня 1988 року.
Тіссеранів параметр щодо Юпітера — 3,337.